# Carmine Appice
Carmine Appice (ur. 15 grudnia 1946 w Nowym Jorku) – amerykański perkusista.
Carmine Appice najbardziej znany jest z gry w amerykańskim zespole psychodelicznym - Vanilla Fudge i Cactus. Wraz z Jeffem Beckiem i Timem Bogertem tworzył hardrockowe trio Beck, Bogert & Appice. Ponadto gra jako muzyk sesyjny. Pracował z takimi artystami jak Ozzy Osbourne, Pink Floyd. 
W 2007 i 2012 roku wystąpił w Opolu na corocznym Festiwalu Perkusyjnym.
Jest bratem Vinny'ego Appice'a, perkusisty heavymetalowego znanego głównie z występów w Black Sabbath, Dio i Heaven and Hell.

## Wybrana dyskografia
- Carmine Appice – Carmine Appice (1981, WEA)
- Carmine Appice – The Carmine Appice Story (1982, Pasha)
- Carmine Appice – Carmine Appice's Guitar Zeus (1995, No Bull Records)
- Carmine Appice – Carmine Appice's Guitar Zeus 2 - Channel Mind Radio (1997, Polydor Records)[2]
- Pat Travers, Carmine Appice – It Takes A Lot Of Balls (2004, Steamhammer)[3]

## Wideografia
- Carmine Appice – Drum Master Class (DVD, 2007, Hot Licks)
- Carmine Appice, Vinny Appice – Drum Wars: The Ultimate Battle Carmine & Vinny Appice (DVD, 2007, Power Rock Ent.)

## Publikacje
- Carmine Appice Rudiments to Rock, 1995, Alfred Music, ISBN 978-0-7692-5075-5
- Ultimate Realistic Rock, 1995, Alfred Music, ISBN 978-0-89724-486-2
- Realistic Rock for Kids: Drum Beats Made Simple, 2010, Alfred Music, ISBN 978-0-7390-6510-5
- Knack Drums for Everyone: A Step-By-Step Guide To Equipment, Beats, And Basics (Knack: Make It Easy), 2010, Globe Pequot Press, ISBN 978-1-59921-777-2
- Carmine Appice Realistic Drum Fills: Replacements, 2011, Hudson Music, ISBN 978-1-4584-0017-8
- Realistic Drum Styles: Expand Your Arsenal of Techniques, 2012, Alfred Music, ISBN 978-0-7390-7031-4
- Stick It!: My Life of Sex, Drums, and Rock 'n' Roll, 2016, Chicago Review Press, ISBN 978-1-61373-552-7
- Drum Wars: Realistic Drum Solos Unfolded, 2016, Alfred Music, ISBN 978-1-4706-3205-2

## Filmografia
- "Anvil: The Story of Anvil" (2008, jako on sam, film dokumentalny, reżyseria:  Sacha Gervasi)[4]
- "Uwaga! Mr. Baker" (2012, film dokumentalny, reżyseria: Jay Bulger)[5]